# Jon Lucas
Jon Lucas é um roteirista americano, graduado pela Universidade de Yale e ex-aluno da Escola Pingry. Escreveu diversos filmes de 2009, incluindo The Hangover e Ghosts of Girlfriends Past.

## Filmes
- 2001: Rustin (Roteirista)
- 2005: Rebound (Roteirista)
- 2007: Full of It (Roteirista)
- 2008: Ghosts of Girlfriends Past (Roteirista)
- 2009: The Hangover (Roteirista)
- 2011: The Hangover: Part II (Personagem Original)